# Kulturocid
Kulturocid označava zločine koje za posljedicu imaju nestanak ili uklanjanje svih ili određenih elemenata kulture na nekom području (grad, regija, država i sl.). Izraz predstavlja neologizam, nastao od riječi "kultura" i latinske riječi cedere ("sjeći, ubijati"), ali mu je popularnost donijela povezanost s izrazom genocid, pa se, slično kao i ekocid i urbicid, rabi u pogrdnim smislu i/li u propagandne svrhe kako bi opisao široki raspon procesa i događaja u raznim područjima i povijesnim razdobljima. Kao alternativni izraz se ponekad rabi i izraz kulturni genocid.
Izraz "kulturocid" se tako može koristiti za "kulturnu" komponentu genocida i etničkog čišćenja, ili masovno i sistematsko uništavanje kulturnih spomenika, tekstova vezanih uz određenu etničku ili religijsku skupinu. Može se rabiti i za sustavno iskorjenjivanje regionalnih dijalekata (jezično čistunstvo), spaljivanje knjiga, damnatio memoriae, cenzuru javnih medija i "pročišćavanje" javnih i drugih arhiva od svih sadržaja koji se iz ideoloških razloga smatraju neprihvatljivim. U današnje vrijeme se pod time podrazumijeva i ignorantski odnos prema kulturnim dobrima uzrokovan ekonomskim motivima, kao i negativni trendovi u masovnoj kulturi koji se ogledaju kroz žutilo, kič, šund i "kretenizaciju" publike koja više nije sposobna cijeniti visokokulturne sadržaje. 

## Povezni članci
- Urbicid
- Ekocid
- Vandalizam